# Pseudobunaea fumida
Pseudobunaea fumida is een vlinder uit de familie nachtpauwogen (Saturniidae). De wetenschappelijke naam van deze soort is voor het eerst geldig gepubliceerd in 2003 door Philippe Darge.
De soort komt voor in het Afrotropisch gebied.